# De musica sacra et sacra liturgia

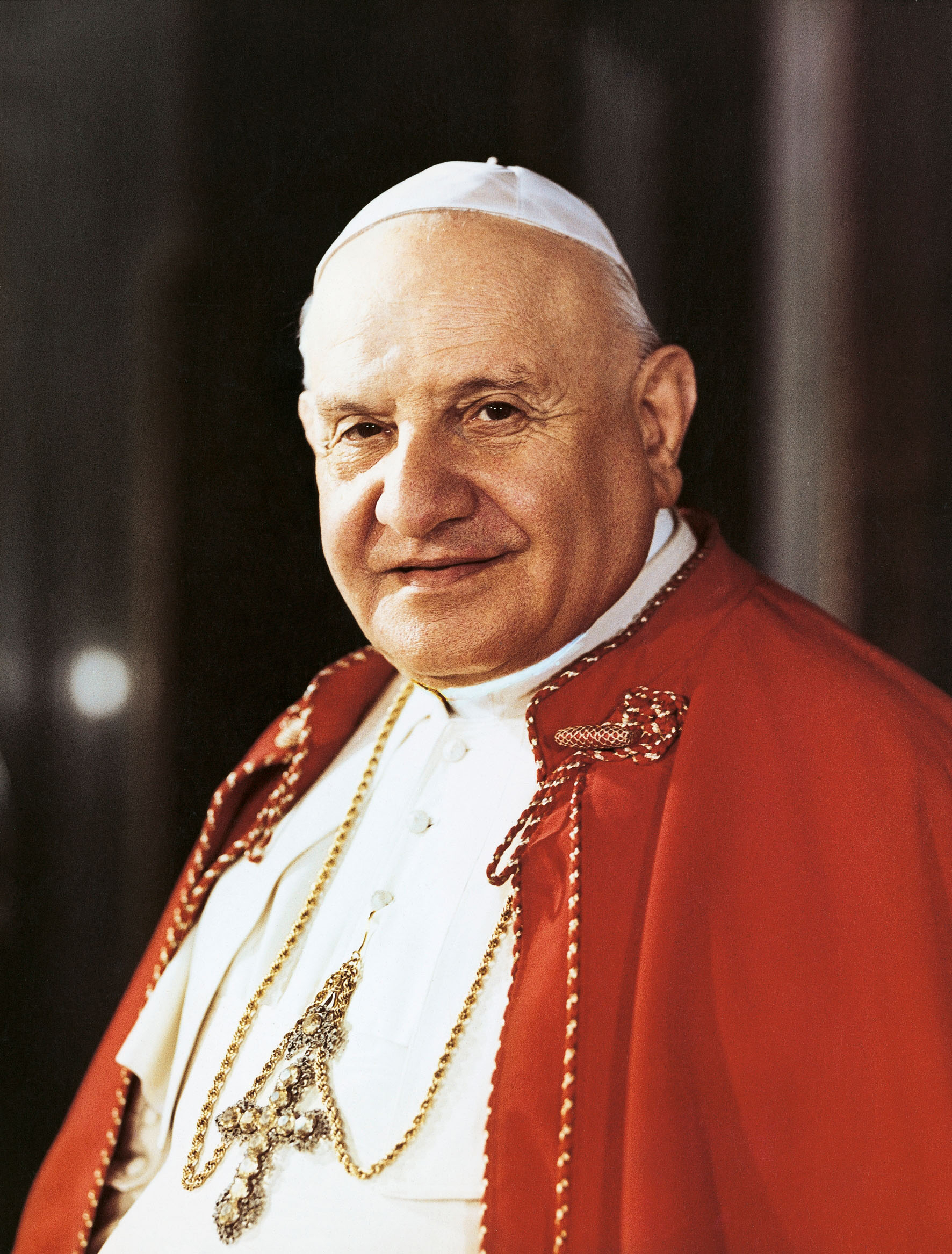
Papa João XXIII, o pontífice em 1958, quando a Instrução De musica sacra et sacra liturgia foi publicada pela Sagrada Congregação dos Ritos.

De musica sacra et sacra liturgia é o título abreviado da Instructio De musica sacra et sacra liturgia ad mentem litterarum encyclicarum Pii Papæ XII Musicæ sacræ disciplina et Mediator Dei (Instrução Sobre a música sacra e a sagrada liturgia referente às Cartas Encíclicas do Papa Pio XII Musicæ sacræ disciplina e Mediator Dei). Foi uma Instrução publicada pela Sagrada Congregação dos Ritos, no episcopado do Papa João XXIII e datada de 3 de setembro de 1958. Juntamente com a Encíclica Musicæ sacræ disciplina, do Papa Pio XII, a Instrução De musica sacra et sacra liturgia foi um dos mais importantes documentos da Igreja Católica sobre música sacra no século XX, destinado a regular sua prática. A Instrução De musica sacra et sacra liturgia reafirma determinações já emitidas no Motu Proprio Inter pastoralis officii sollicitudines (Tra le sollecitudini) de Pio X (1903), na Constituição Apostólica Divini Cultus sanctitatem de Pio XI e nas Encíclicas Mystici Corporis Christi (1943), Mediator Dei (1947) e Musicæ sacræ disciplina (1955) de Pio XII.

## Documentos da Igreja Católica sobre música sacra
A Igreja Católica, desde a Idade Média, emitiu determinações sobre a música sacra, na forma de bulas, encíclicas (epístolas encíclicas ou cartas encíclicas), constituições, decretos, instruções, motu proprio, ordenações, éditos e outras. A maior parte dessas decisões foi local ou pontual, e apenas algumas tiveram caráter geral, dentre as quais, segundo Paulo Castagna, estão os doze conjuntos de determinações mais impactantes na prática musical, do século XIV ao século XX, excetuando-se destas as inúmeras instruções cerimoniais (ou rubricas) dos livros litúrgicos:
1. A Bula Docta Sanctorum Patrum de João XXII (1325)
2. O Decreto do que se deve observar e evitar na celebração da Missa de 17 de setembro de 1562, da Seção XXII do Concílio de Trento
3. O Cæremoniale Episcoporum (Cerimonial dos Bispos), publicado por Clemente VIII em 1600, reformado por Bento XIV em 1752 e por Leão XIII 1886.
4. Os Decretos da Sagrada Congregação dos Ritos (1602-1909)
5. A Constituição Piæ sollicitudinis studio, de Alexandre VII (23 de abril de 1657)
6. A Carta Encíclica Annus qui hunc, do papa Bento XIV (19 de fevereiro de 1749)
7. A Ordinatio quoad sacram musicen, da Sagrada Congregação dos Ritos (25 de setembro de 1884)
8. O Decreto Quod sanctus Augustinus de Leão XIII (7 de julho de 1894), ratificado pela Sagrada Congregação dos Ritos como decreto n.3830
9. O Motu Proprio Inter pastoralis officii sollicitudines (Tra le sollecitudini) de Pio X (22 de novembro de 1903)
10. A Carta Encíclica Musicæ sacræ disciplina sobre a música sacra, do papa Pio XII (25 de dezembro de 1955)
11. A  Instrução De musica sacra et sacra liturgia sobre música sacra e liturgia, da Sagrada Congregação dos Ritos, no pontificado do papa João XXIII (3 de setembro de 1958)
12. O Decreto Sacrosanctum Concilium sobre música sacra do Concílio Vaticano II (4 de dezembro de 1963)

## Estudos sobre a InstruçãoDe musica sacra et sacra liturgia
Esse documento foi traduzido para o português na coletânea Documentos sobre a música litúrgica (1903-2003) da editora Paulus e estudado, do ponto de vista musicológico, por poucos autores, com destaque para Robert F. Hayburn (1979), e Fernando Lacerda Simões Duarte (2011 e 2016).

## Sumário da InstruçãoDe musica sacra et sacra liturgia[1][15]
Cap. I. Noções gerais / Notiones generales (n.1-10).
Cap. II. Normas gerais / Normæ generales (n.11-21).
Cap. III. Normas particulares / Normæ speciales.
1. As principais ações litúrgicas nas quais se usa a música sacra / De præcipuis actionibus liturgicis, iri quibus Musica sacra adhibetur.
A) A Missa / De Missa.
a) Alguns princípios gerais acerca da participação dos fieis / Principia quædam generalia circa fidelium participationem (n.22-23).
b) Participação dos fieis nas Missas cantadas / De fidelium participatione in Missis in cantu (n.24-27).
c) Participação dos fieis nas Missas rezadas / De fidelium participatione in Missis lectis (n.28-34).
d) A Missa conventual, também chamada Missa "no coro" / De Missa conventuali, quæ etiam Missa in choro appellatur (n.35-37).
e) A assistência dos sacerdotes ao Santo Sacrifício da Missa e as Missas ditas "sincronizadas" / De adsistentia sacerdotum sacrosancto Missæ sacrificio deque Missis quas synchronizatas vocant (n.38-39).
B) O Ofício Divino / De Officio divino (n.40-46).
G) A Bênção do Santíssimo Sacramento / De Benedictione eucharistica (.47).
2. Alguns gêneros de música sacra / De quibusdam generibus Musicæ sacræ.
A) A polifonia sacra / De polyphonia sacra (n.48-49).
B) A música sacra moderna / De Musica sacra moderna (n.50).
G) O canto popular religioso / De cantu populari religioso (n.51-53).
D) A música religiosa / De musica religiosa (n.54-55).
3. Os livros de canto litúrgico / De libris cantus liturgici (n.56-59).
4. Os instrumentos musicais e os sinos / De instrumentis musicis et de campanis.
A) Alguns princípios gerais / Principia quædam generalia (.60).
B) O órgão clássico e instrumentos semelhantes / De organo classico et instrumentis similibus (n.61-67).
C) A música sacra instrumental / De Musica sacra instrumentali (n.68-69).
D) Os instrumentos musicais e os aparelhos "automáticos" / De instrumentis musicis et de machinis automaticis (n.70-73).
E) O uso de aparelhos de rádio e televisão nas funções sagradas / De sacris actionibus ope radiophoniæ et televisionis diffundendis (n.74-79).
F) O tempo em que é proibido o uso de instrumentos musicais / De tempore quo instrumentorum musicorum sonus prohibetur (n.80-85).
G) Os sinos / De campanis (n.86-92).
5. Pessoas que têm as partes principais na música sacra e na sagrada liturgia / De personis quæ in Musica sacra et sacra Liturgia præcipuas partes habent (n.93-103).
6. O estudo da música sacra e da sagrada liturgia / De Musica sacra et sacra Liturgia excolenda.
A) Preparação do clero e do povo em geral em relação à música sacra e à sagrada liturgia / De cleri et populi generali in Musica sacra et sacra Liturgia institutione (n.104-112).
B) Instituições públicas e particulares em prol da música sacra / De institutis publicis et privatis Musicæ sacræ provehendae (n.113-118).

## Significado
A Encíclica Musicæ sacræ disciplina (1955) e a Instrução De musica sacra et sacra liturgia (1958) de Pio XII foram as últimas tentativas de manutenção da prática musical restaurista na Igreja Católica até o final da década de 1950, com o início da admissão das mulheres nos coros (ainda que de forma restrita) e com maior admissão do canto religioso popular, abrindo caminho para a participação das culturas populares na liturgia, já iniciada na Encíclica Mediator Dei, que resultou nas transformações propostas pelo Concílio Vaticano II e, no caso da música sacra, definidas no Decreto Sacrosanctum Concilium.